# ОШ „Светозар Марковић” ИО Ивезићи
ОШ „Светозар Марковић” ИО Ивезићи је издвојено одељење ОШ „Светозар Марковић” из Бродарева. Школа у Ивезићима основана је средином септембра 1930. године као друго одељење школе у Комарану.
У поступку за отварање школе ангажовао се учитељ комаранске школе Михаило Рмандић, који је добро познавао прилике у овом селу. Те године Министарство је у ову школу за рад распоредило учитељицу Катарину Говедић, али се она није јавила на дужност. Школско подручје чини једно село, а повремено су у ову школу учили ученици из суседних села Бјелахове, Комадина, Гојаковића и Брвина. Од оснивања од јесени 1954. године настава је организована у кући Јована Зејака, која је имала приземље и спрат и налазила се на улазу у село из правца Бродарева. Зграда је направљена од мешовитог материјала, са скромним условима за рад. На спрату у највећој просторији била је учионица, а на супротној страни ходника биле су још две мање просторије од којих је једна коришћена за канцеларију и становање учитеља, а друга за потребе власника куће. Школске 1930/31. године настава није организована пошто школа није имала учитеља, а у школској 1931/32. години наставу изводи њен први учитељ Михаило Рмандић. Нема доказа о броју ученика и оствареном успеху у првој години рада школе, јер подаци нису сачувани.
Школска зграда је изграђена у периоду 1952-1954. година, а користила се школске 1954/55. године. Локација школе била је узрок деобе и неслоге. Копање темеља и припрема материјала почело је скоро истовремено на два места. Једну локацију је обезбедио Јован Зејак, уступајући без накнаде парцелу земљишта. За ову локацију давали су подршку мештани суседног села Бјелахове, који је, према договору, требало да учествују у изградњи и да децу школују у овом месту. У исто време друга група мештана ископала је темеље за зграду школе на имању Мира Глушчевића, који је, такође, поклонио земљиште на коме се и данас налази школа.
У првих пет година 20. века уписано је изнад 10 ученика, а у задњих пет година број ученика је још мањи, испод 10. Неповољна миграциона кретања и „бела куга” угрозили су опстанак и перспективу ове школе. У односу на попис из 1948. године (406 становника и 71 домаћинство) број становника је смањен за 100%.